# Байо
 Тази статия е за града във Франция.  За окръга вижте Байо (окръг).  За кантона вижте Байо (кантон).
Байо̀ (на френски: Bayeux) е град в северна Франция, административен център на окръг Байо в региона Нормандия. Населението му е около 13 900 души (2013).
Разположен е на 43 метра надморска височина в Парижкия басейн, на 7 километра от бреговете на Ламанш и на 27 километра северозападно от Кан. Селището е основано през I век пр. Хр., а от IV век е седалище на епископ. Известно е със средновековния гоблен, описващ завладяването на Англия от нормандците.

## Известни личности
Родени в Байо
- Жан Гремийон (1902 – 1959), режисьор